# Verona Elderová
Verona Elderová (* 5. dubna 1953, Wolverhampton, Spojené království) je bývalá britská atletka, sprinterka.
Ne mezinárodní scéně debutovala na olympiádě v Mnichově v roce 1972 jako členka britské štafety na 4 × 400 metrů. O rok později se stala halovou mistryní Evropy v běhu na 400 metrů. Stejného úspěchu dosáhla v letech 1975 a 1979 (tehdy porazila Jarmilu Kratochvílovou). Startovala rovněž na evropském šampionátu v Praze v roce 1978, kde se dostala do finále běhů na 400 i 800 metrů.